# Слимнишка чешма
Слимнишката чешма (на гръцки: Βρύση Σλήμνιτσας) е старинна чешма в костурското село Слимница (Трилофос), Гърция.
Чешмата е разположена на входа на селото, откъм Фусия. Изградена е от камък и има резбована украса.